# Agüero
Agüero è un comune spagnolo di 130 abitanti situato nella comunità autonoma dell'Aragona.

Fa parte della comarca della Hoya de Huesca.